# عزلة بني أحمد (المحويت)

تعديل مصدري - تعديل

عزلة بني احمد هي إحدى عزل مديرية حفاش في محافظة المحويت اليمنية ويبلغ تعداد سكانها 1192 نسمة حسب التعداد السكاني في اليمن لعام 2004.